# Executor (motor cohete)
El Executor es un motor cohete desarrollado por ARCA para su uso en su serie de cohetes Haas, así como en sus aviones supersónicos Excelsior IAR 111. Executor emplea queroseno y oxígeno líquido como propelentes en un generador de gas.
El inyector del motor Executor es del tipo pintle, inyector coaxial o válvulas de tipo pivote, empleadas por primera vez para el motor de aterrizaje del módulo lunar del Programa Apolo.
Los propelentes se suministran a través de una turbobomba de doble inductor-propulsor y de eje único. Los gases de escape de la turbina se emplean posteriormente para el control de actitud del cohete Hass 2.

## Variantes
Dos versiones del Executor están siendo desarrolladas: una para la primera etapa de los lanzadores Haas 2b y Super Hass, y también para el avión Excelsion IAR-111; la segunda variante es el motor Executor Plus que emplea una tobera más larga optimizada para la operación en vacío. El Executor Plus se usa en los cohetes lanzados desde el aire Haas 2 y en la segunda etapa del cohete Super Haas.

## Descripción del motor
El Executor tiene una tobera refrigerada por ablación compuesta de fibra de carbono y fibra de vidro con resina fenólica fungible y económica, y produce 260 kN de empuje. La tobera ablativa está diseñada para funcionar durante 180 segundos. La estructura interna del motor está hecha de un compuesto de fibra de vidrio y resina fenólica, mientras que la estructura externa es de fibra de carbono y resina epoxy. El espesor de la estructura varía entre los 10mm y los 30mm. Junto a la refrigeración ablativa, el motor emplea el método de refrigeración por película de queroseno.

## Programa de desarrollo
La construcción del motor Executor comenzó en ARCA en diciembre de 2011. Las primeras pruebas de campo fueron programadas para mediados de 2012. Se programó la construcción de doce motores para la primera fase, hasta el primer vuelo a bordo del cohete Haas 2 en 2013. Este primer vuelo del cohete Haas 2 será para la competición Google Lunar X Prize. Tras este vuelo, el motor se integrará en el avión supersónico Excelsior IAR-111.